# Magellan (biographie de Stefan Zweig)
Pour les articles homonymes, voir Magellan.
Magellan est un récit historique de Stefan Zweig publié pour la première fois à Vienne (Autriche) en 1938. 

Il retrace la vie et les voyages du navigateur et explorateur portugais Fernand de Magellan, et en particulier le premier tour du monde de l'histoire de la navigation et la découverte du passage entre l'océan Atlantique et l'océan Pacifique par la pointe méridionale de l'Amérique du Sud, détroit qui porte désormais son nom.